# Hôpital Praski (Varsovie)
L'hôpital Praski est un hôpital situé Aleja Solidarności (no 67) à Varsovie, dans l'arrondissement de Praga-Północ.

## Sources
- (pl) Cet article est partiellement ou en totalité issu de l’article de Wikipédia en polonais intitulé « Szpital Praski » (voir la liste des auteurs).